# Sly 3: Honor Among Thieves
Sly Racoon 3: Honor Among Thieves je videoigra, treća u seriji o Sly Cooperu. Igra je izdana 27. rujna 2005. Pretpostavlja se da je to posljednja igra o Sly Cooperu, no mogle bi izaći druge igre s različitim načinom igranja (jedan od primjera Jak X: Combat Racing)
Nove varijecije igre i drugi likovi osim Slya, Murrayja i Bentleyasu dostupni za igru. Inspektor Carmelita Fox bit će dostupna za igru (na zahtjev fanova) u nekim mini-igrama i igrama. Tu će biti i novi likovi koji će biti dostupni za igru, šaman po imenom Guru, mišica Penelope koji se prije nisu pojavili, i neki već poznati kao Dimitri iz Sly 2: Band of Thieves i Panda King iz Sly Cooper and the Thievius Raccoonus.
Igra sadrži i 3D sekcije, neočekivano poboljšanje. 3D naočale se prodaju u svakoj igri i bit će po izboru u nekim dijelovima igre. Tako je u tim djelvoima može prebaciti iz 3D u 2D. Neki leveli će biti u 3Du iz početka, neki se neće moči otvoriti bez 3Da, a neki će se moći vidjeti samo u 3Du. 3D je baziran na nekim objektima, a ne na likoima što omogućuje da se igra možei i igrati bez 3D naočala jer će efekt crveno-plavih linija biti smanjen.
Taođer će biti i offline za dva igrača u različitim načinima igre kao "Cops and Robbers," "Dogfighting," "Hacking," i "Pirate Battle."

## Početna radnja
Sly Cooper otkriva još jedan dio svog obiteljskog nasljedstva. Saznaje za Cooper sef koji se nalazi na jednom otoku. No Dr. M, jedan o bivših partnera njegovog oca zavladao je otokom i pretvorio ga u tvrđavu. Sly sakuplja grupu najvećih svjetskih kriminalaca da bi se domogao sefa.

## Likovi dostupni za igru
- Sly Cooper
- Bentley the Turtle
- Murray the Hippo
- Carmelita Fox
- Guru
- Penelope
- Panda King
- Dimitri

## Svjetovi iz igre
- Prelude: The Beginning of the End
- Episode 1: An Opera of Fear
- Episode 2: Rumble Down Under
- Episode 3: Flight of Fancy
- Episode 4: A Cold Alliance
- Episode 5: Dead Men Tell No Tales
- Episode 6: Honor Among Thieves

## Bosovi iz igre
- Don Octavio (Venecija)
- Mask of Dark Earth Dingo (Out Back)
- Mask of Dark Earth Carmelita (Out Back)
- Muggshot the Bulldog (Nizozemska)
- Muggshot the Bulldog (Nizozemska )
- Black Baron (Nizozemska)
- Panda King (Flash Back Boss)
- General Tsao (Enchanted Forest)
- Sly Cooper (Tsao Fortress)
- Tsao Dragon (Tsao Stronghold)
- Gusari (Mutiple Mini-Bosses) (Blood Bath Bay)
- Captain LeFwee (Blood Bath Bay)
- Dr. M's Monster (Kaine Island)
- Dr. M's Sea Monster (Kaine Island)
- Dr. M's Whale-Fly (Kaine Island)
- Dr. M (Kaine Island)